# Granite utilisé en construction
Le granite est une roche plutonique magmatique à texture grenue utilisée en construction.
Il ne faut pas confondre « granite » et « granit »: Le granit est une appellation devenue commerciale et générique chez les marbriers qui englobe aussi des gneiss, des grès, des brèches, des calcaires ou autres conglomérats. Le petit granit des Ardennes, par exemple, est un calcaire.
Le granite est une roche produite par l'agrégation de parties cristallines confusément juxtaposées. Les éléments qui la composent sont le quartz, le feldspath et le mica.
- Le quartz (silice) a un aspect, vitreux et une couleur qui varie du gris foncé au blanc, au noir ou au verdâfre.
- Le feldspath est composé de silice combinée avec de l'alumine et de la potasse. C'est donc un silicate double d'alumine et de potasse. Cette substance minérale se trouve, dans le granit, sous forme de cristaux lamelleux, brillants et fréquemment colorés d'une teinte qui varie du blanc au jaunâtre et au rouge. Le feldspath est mat et opaque; il domine généralement dans le granit et en détermine la couleur.
- Le mica est composé de silice, d'alumine et de fluor; c'est donc un silicate double d'alumine et de fluor. Le mica se présente dans le granit sous forme de petites paillettes brillantes et arrondies ; il ressemble quelquefois aux petites écailles de poissons. Le mica est d'un blanc nacré, coloré quelquefois en gris, jaune, brun et noir.

Les granits ont une couleur blanche, grisâtre, jaunâtre, bleuâtre, rougeâtre, rose ou noire.
Le granit tient, sous le rapport de la dureté et de la durée, le premier rang parmi les pierres à bâtir. Il est d'autant plus dur qu'il renferme une plus grande quantité de quartz et une plus faible quantité de mica. Cette dernière substance permet rarement au granit de prendre un beau poli. Il est cependant certains granits qui se polissent très-bien et prennent l'éclat du marbre.
On emploie le granit pour les colonnes des édifices, les obélisques, les piédestaux de statues, etc. Des temples et des monuments construits en granit par les anciens se sont parfaitement conservés.
Les roches granitiques ne sont point, comme les calcaires, disposées par bancs réguliers; elles se présentent dans le flanc des montagnes en masses compactes et dans des proportions tellement grandes, qu'il faut tailler à même dans le rocher pour en extraire les morceaux qu'on veut obtenir.

## En France
En France, on trouve le granit en abondance en Normandie, en Bourgogne, en Bretagne, en Auvergne, dans les Vosges, les Pyrénées, le Sidobre, et les Alpes.

### Granite de Bretagne

#### Granite de l'Aber
À proximité immédiate de l’Aber-Ildut, en Bretagne, de nombreuses carrières de granite (île de Melon, Kléguer) ont été intensivement exploitées jusqu’au XXe siècle. Le granite de l’Aber-Ildut, composé de feldspaths roses, de quartz gris et de mica noir, bénéficiait d’une grande renommée en raison de sa résistance à l’érosion, de ses propriétés à refléter les rayons du soleil, mais également de sa facilité de transport par la voie maritime. Durant des millénaires, ce matériau servit à l’édification de multiples constructions humaines, des menhirs et dolmens aux phares (celui de la pointe Saint-Matthieu, en particulier), forts et ouvrages d’art (viaduc de Daoulas, sur la voie ferrée reliant Brest et Quimper) de la région de Brest. C’est toutefois la fourniture du matériau du  socle de l’obélisque de Louxor, un énorme bloc de 100 tonnes, qui donna, en 1835, une reconnaissance nationale au granite de l’Aber-Ildut.

### Granite de la Loire
La grande rareté des roches calcaires dans le département de la Haute-Loire et dans une partie de celui de la Loire oblige à se servir des roches granitiques et volcaniques dans les constructions.
Le granit du Forez présente plusieurs variétés de couleurs: nous en avons trouvé de grisâtre, de jaunâtre, de bleuâtre, de rougeâtre, de rosacé et de violacé. L'élément dominant dans ce granit est tantôt le mica et tantôt le quartz. Lorsque le mica domine, le granit se taille avec facilité; et lorsque le quartz domine, la taille se fait également bien, mais avec un peu plus de difficulté.
Sur le canal du Forez, le granit a été employé comme pierre de taille dans les maçonneries des ponts canaux des Camaldules et de Malval, dans les maçonneries des têtes des souterrains du Châtelet et de Chamousset, dans les maçonneries des murs de cunette, des déversoirs et du barrage de dérivation de la Loire; Comme moellons smillés : dans les maçonneries des voûtes et des parements droits des ponts et des tètes des souterrains et dans les parements des murs de cunette; Comme moellons ordinaires : dans les maçonneries de remplissage, les perrés et les enrochements; Comme pavés, bordures de trottoirs, bordures de couronnement de mur, marches d'escaliers, bornes, etc.; Comme pierres cassées : dans les empierrements et dans la fabrication des bétons.

### Granites de Normandie

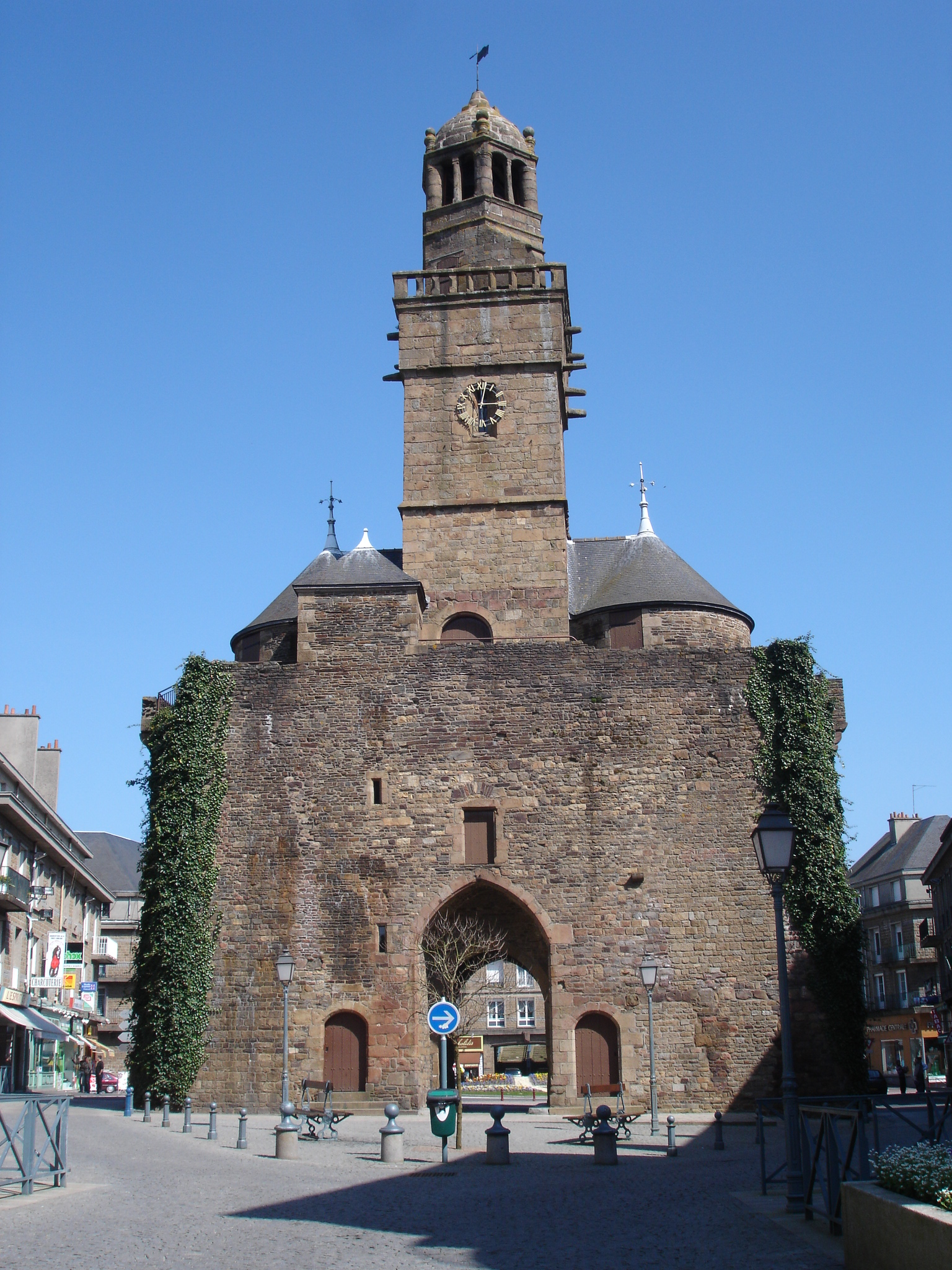
Porte de l'Horloge à Vire, constituée de granodiorite cadomienne et de cornéennes locales. La patine de ce granit d'ordinaire bleuté est rousse, en raison de l'altération météorique qui se traduit par une teinte brunâtre due à la diffusion d’hydroxyde de fer du type limonite, liée à la décomposition des minéraux ferrifères (biotite, pyrite).

Les granits de Normandie et de Bretagne sont homogènes et compactes. Lorsque leur grain est fin, ils se taillent avec assez de facilité. Ils se laissent débiter en larges dalles qui sont employées pour les trottoirs de Paris. Ils servent aussi pour soubassement, marches d'escaliers, vestibules, et alors ils remplacent avantageusement la pierre calcaire, qui se détruit et s'use beaucoup plus rapidement. Ils peuvent être obtenus en blocs de toutes dimensions; l'on en trouve même qui permettraient de faire des obélisques plus grands que celui de la place de la Concorde. Ces granits sont en outre très-propres à la confection des meules.
Dans le nord-ouest de la France, les granits sont employés à la construction des grands travaux publics, tels que les jetées, les ports de mer, les bassins à flot, les phares, les ponts, les écluses et même les églises.

#### Granite de Vire
Le granit de Vire ou « bleu de vire » (Granodiorite cadomienne) est gris, à grain fin, riche en mica; il se taille facilement, et certaines variétés sont même très-tendres. Il est employé fréquemment à Paris pour la construction des trottoirs. Dans les ateliers, ce granit se travaille au ciseau, au poinçon, au marteau et à la boucharde.
Il ne resterait qu'un centre d’extraction du « Bleu de vire ». Le parc-musée du granit de Saint-Michel-de-Montjoie, en Normandie, retrace l’histoire de cette industrie déclinante.

## Égypte

### Syénite
Une autre variété de granit, c'est la syénite. Dans cette pierre, le mica est remplacé par une autre substance siliceuse appelée amphibole, ayant une autre forme et un tout autre aspect que le mica. L'amphibole a une texture fibreuse et une couleur verdâtre. La syénite a une couleur tantôt grise, tantôt rougeâtre ou verdâtre. La syénite se trouve en abondance aux environs d'Assouan en Égypte; c'est delà qu'elle tire son nom (Nom grec d'Assouan). L'obélisque inachevé dans la carrière de Syène est un obélisque en syénite. L'obélisque égyptien de Louxor au centre de la place de la Concorde à Paris (XIIIe siècle av. J.-C.) est issu du même endroit.

## Roches assimilées au Granite

### Gneiss
Il existe une variété de granite appelée gneiss, composée des mêmes éléments constitutifs que le granit : le quartz, le feldspath et le mica. Le gneiss a une structure feuilletée due à l'abondance du mica, et c'est par cette structure qu'il diffère du granit. La force de cohésion qui réunit les minéraux composant le gneiss est moins grande que dans le granit, dont la texture est en outre plus compacte que celle du gneiss. Cette dernière roche n'est pas susceptible de recevoir le poli.